# Della Pascoe
Della Pascoe (Della Patricia Pascoe, geb. James; * 28. März 1949 in Portsmouth; † 22. Juni 2023) war eine britische Sprinterin.
Bei den Olympischen Spielen 1968 in Mexiko-Stadt erreichte sie über 100 Meter das Halbfinale.
Für England startend gelangte sie bei den British Commonwealth Games 1970 in Edinburgh über 100 und 200 Meter ins Halbfinale. 1971 schied sie bei den Europameisterschaften in Athen über 200 Meter im Vorlauf aus.
Bei den Olympischen Spielen 1972 in München wurde sie Siebte in der 4-mal-100-Meter-Staffel und erreichte über 200 Meter das Viertelfinale.
1972 wurde sie Englische Meisterin über 100 Meter. Englische Hallenmeisterin wurde sie 1967 über 60 Meter und 1969 über 200 Meter.
Sie war mit dem Hürdenläufer Alan Pascoe verheiratet.

## Persönliche Bestzeiten
- 60 m (Halle): 7,5 s, 11. Februar 1967, Cosford
- 100 m: 11,36 s, 14. Oktober 1968, Mexiko-Stadt
- 200 m: 23,72 s, 4. September 1972, München (handgestoppt: 23,5 s, 1. Juli 1972, London)